# Калитиново
Калитиново е село в Централна България. Намира се в община Стара Загора, област Стара Загора.

## География
Село Калитиново се намира на около 10 километра югоизточно от Стара Загора.

## История
През 1527 г. селото носи името Джуранлу и така е вписано в османските тимарски регистри. По това време населението му наброява около 120 души. Няколко столетия по-късно, през XIX век, е известно и като Джуранли (Джуранлии).
В началото на XX век селото е преименувано и кръстено в чест на подполковник Павел Петрович Калитин, герой от Руско-турската освободителна война (1877 – 1878 г.), загинал в битката при Стара Загора през лятото на 1877 г., отбранявайки Самарското знаме от заобградилите го турски войници. На 31 юли 1877 година в околността на селото се води Битката при Джуранли между Предния руски отряд, командван от генерал Гурко, и Новозагорския османски гарнизон, командван от Реуф паша.

## Религии
Почти цялото население са християни, като преобладаващата част от тях (85%) са източно православни. Останалата част са съботяни и евангелисти. Има и едно католическо семейство.